# دالس‌تورپ
دالس‌تورپ (به سوئدی: Dalstorp) یک منطقهٔ مسکونی در سوئد است که در بخش ترانمو شهرستان وسترا یوتلاند واقع شده‌است. دالس‌تورپ ۱٫۱۴ کیلومتر مربع مساحت و ۷۷۶ نفر جمعیت دارد.

## ورزش‌ها
باشگاه های ورزشی زیر در دالستورپ قرار دارند:
- دالستورپس آی اف